# Тарбальджей
Тарбальдже́й (рос. Тарбальджей) — село у складі Киринського району Забайкальського краю, Росія. Адміністративний центр Тарбальджейського сільського поселення.

## Населення
Населення — 414 осіб (2010; 453 у 2002).
Національний склад (станом на 2002 рік):
- буряти — 53 %
- росіяни — 42 %